# Dermaleipa renimacula
Dermaleipa renimacula là một loài bướm đêm trong họ Erebidae.